# モンテロージ
モンテロージ（伊: Monterosi）は、イタリア共和国ラツィオ州ヴィテルボ県にある、人口約4,800人の基礎自治体（コムーネ）。

## 地理

### 位置・広がり
ヴィテルボ県南東部のコムーネ。県都ヴィテルボから南南東へ30kmの距離にある。

#### 隣接コムーネ
隣接するコムーネは以下の通り。括弧内のRMはローマ県所属を示す。
- ネーピ
- ストリ
- トレヴィニャーノ・ロマーノ (RM)

### 気候分類・地震分類
モンテロージにおけるイタリアの気候分類 (it) および度日は、zona D, 1911 GGである。
また、イタリアの地震リスク階級 (it) では、zona 3B (sismicità bassa) に分類される。

## スポーツ
かつてはサッカークラブのモンテロージ・トゥーシアFCの本拠だった。